# Петър Пейчев
Петър Пейчев е български актьор.

## Биография
Петър Пейчев е роден на 31 август 1962 г. във Варна. Учи начално образование в София. За пръв път участва като дете актьор във филма „Между двамата“ от 1966 г. в ролята на Райко. Добива популярност като Денби във филма „Таралежите се раждат без бодли“ от 1970 г. Третият филм с негово участие е „С деца на море“ от 1972 г. като Пипси. 
„Няколко години след филма семейството на Петър Пейчев заминава на екскурзия в чужбина и „забравя“ да се върне в родината. Последното известие на Джамбазов за Пипси е, че е собственик или съсобственик на фабрика за перилни препарати в Австрия.“

## Филмография
- 1966 Между двамата – Райко
- 1970 Таралежите се раждат без бодли – Денби
- 1972 С деца на море – Пипси